# Гексагидроксостаннат(IV) натрия
Гексагидроксостаннат(IV) натрия — неорганическое соединение, соль щелочного металла натрия и гексагидроксооловянной кислоты 
с формулой Na2[Sn(OH)6] (или Na2SnO3•3H2O), 
бесцветные кристаллы, хорошо растворимые в воде, растворимость снижается с повышением температуры.

## Получение
- Кипячение в концентрированном растворе едкого натра порошка олова:

{\displaystyle {\mathsf {Sn+2NaOH+4H_{2}O\ {\xrightarrow {100^{o}C}}\ Na_{2}[Sn(OH)_{6}]+2H_{2}}}}
- или оксида олова(IV):

{\displaystyle {\mathsf {SnO_{2}+2NaOH+2H_{2}O\ {\xrightarrow {60-70^{o}C}}\ Na_{2}[Sn(OH)_{6}]}}}

## Физические свойства
Гексагидроксостаннат(IV) натрия выделяется из раствора в виде бесцветных кристаллов, ромбоэдрической сингонии, пространственная группа R 3, параметры ячейки a = 0,595 нм, c = 1,417 нм, Z = 3.
Устойчивый на воздухе, растворимый в воде, причём растворимость понижается с ростом температуры. Не образует кристаллогидратов.

## Химические свойства
- При нагревании разлагается:

{\displaystyle {\mathsf {Na_{2}[Sn(OH)_{6}]\ {\xrightarrow {140^{o}C}}\ Na_{2}SnO_{3}+3H_{2}O}}}
{\displaystyle {\mathsf {Na_{2}[Sn(OH)_{6}]\ {\xrightarrow {900^{o}C}}\ Na_{2}O+SnO_{2}+3H_{2}O}}}
- Реагирует с разбавленными кислотами:

{\displaystyle {\mathsf {Na_{2}[Sn(OH)_{6}]+2HCl\ {\xrightarrow {}}\ SnO_{2}\downarrow +2NaCl+4H_{2}O}}}
- Реагирует с углекислым газом:

{\displaystyle {\mathsf {Na_{2}[Sn(OH)_{6}]+CO_{2}\ {\xrightarrow {}}\ SnO_{2}\downarrow +Na_{2}CO_{3}+3H_{2}O}}}
- Вступает в обменные реакции:

{\displaystyle {\mathsf {Na_{2}[Sn(OH)_{6}]+Ca(NO_{3})_{2}\ {\xrightarrow {}}\ Ca[Sn(OH)_{6}]\downarrow +2NaNO_{3}}}}